# میل ان‌سنت هوبرت
میل ان‌سنت هوبرت (به هلندی: Mill en Sint Hubert) یک شهرستان در هلند است که در برابانت شمالی واقع شده‌است. میل ان‌سنت هوبرت ۱۷ متر بالاتر از سطح دریا واقع شده‌است.